# Список заслуженных тренеров СССР (бокс)
Почётное спортивное звание, присваивалось в 1956—1992 годах.
| 1956 год |                                   |            |                         |            |                    |  |
| 1        | Градополов Константин Васильевич  | 04.08.1956 |                         | Москва     |                    |  |
| 2        | Денисов Борис Семёнович           | 04.08.1956 |                         | Москва     |                    |  |
| 3        | Огуренков Виктор Иванович         | 04.08.1956 |                         | Москва     |                    |  |
| 4        | Шевалдышев Георгий Иванович       | ??.??.1956 |                         |            |                    |  |
| 1957 год |                                   |            |                         |            |                    |  |
| 1        | Агаларов Аббас Фархад оглы        | ??.02.1957 |                         | Баку       | «Буревестник»      |  |
| 2        | Аристакесян Эдуард Оганезович     | ??.02.1957 |                         | Ереван     | «Трудовые резервы» |  |
| 3        | Бакрадзе Александр Михайлович     | ??.02.1957 | ??.??.1912              | Тбилиси    | «Динамо»           |  |
| 4        | Булычёв Анатолий Иванович         | ??.02.1957 |                         | Москва     | «Динамо»           |  |
| 5        | Вяжлинский Лев Михайлович         | ??.02.1957 |                         | Свердловск | «Динамо»           |  |
| 6        | Джексон Сидней Львович            | ??.02.1957 |                         | Ташкент    | «Спартак»          |  |
| 7        | Коган Владимир Львович            | ??.02.1957 |                         | Минск      | «Динамо»           |  |
| 8        | Кудрин Александр Николаевич       | ??.02.1957 |                         | Ленинград  | «Буревестник»      |  |
| 9        | Маатсоо Нигуль Павлович           | ??.02.1957 |                         | Таллин     | «Динамо»           |  |
| 10       | Михайлов Виктор Павлович          | ??.02.1957 |                         | Москва     | «Буревестник»      |  |
| 11       | Никифоров Павел Васильевич        | ??.02.1957 |                         | Москва     | «Буревестник»      |  |
| 12       | Осипов Иван Павлович              | ??.02.1957 |                         | Ленинград  | ВМФ                |  |
| 13       | Степанов Виктор Григорьевич       | ??.02.1957 |                         |            | Советская Армия    |  |
| 14       | Багаев Иван Степанович            | ??.12.1957 |                         | Москва     |                    |  |
| 15       | Иванов Иван Игнатьевич            | ??.12.1957 |                         | Москва     |                    |  |
| 16       | Щербаков Вячеслав Семёнович       | ??.12.1957 |                         | Москва     |                    |  |
| 17       | Кирштейн Густав Александрович     | ??.??.1957 |                         |            |                    |  |
| 1958 год |                                   |            |                         |            |                    |  |
| 1        | Мисюнас Леонас                    | ??.02.1958 | ??.??.1909 — ??.??.1975 | Каунас     |                    |  |
| 1959 год |                                   |            |                         |            |                    |  |
| 1        | Гаспарян Гурген Малхазович        | ??.11.1959 | ??.??.1903 — ??.??.1987 | Тбилиси    | «Трудовые резервы» |  |
| 1960 год |                                   |            |                         |            |                    |  |
| 1        | Лавринович Альберт Фомич          | ??.11.1960 |                         | Рига       | «Трудовые резервы» |  |
| 2        | Греков Борис Николаевич           | ??.12.1960 |                         | Москва     | «Труд»             |  |
| 3        | Чеботарёв Александр Александрович | ??.12.1960 |                         | Москва     | «Трудовые резервы» |  |
| 4        | Иткин Михаил Соломонович          | ??.??.1960 |                         | Москва     | «Крылья Советов»   |  |
| 1963 год |                                   |            |                         |            |                    |  |
| 1        | Джероян Георгий Ованесович        | ??.08.1963 |                         | Москва     |                    |  |
| 2        | Бирк Константин Александрович     | ??.??.1963 |                         |            |                    |  |
| 1964 год |                                   |            |                         |            |                    |  |
| 1        | Огуренков Евгений Иванович        | ??.01.1964 |                         | Москва     |                    |  |
| 2        | Тренин Владимир Михайлович        | ??.02.1964 |                         | Москва     |                    |  |

## 1964
- Бухман, Юрий Вадимович
- Кусикьянц, Григорий Филиппович
- Соколов, Юрий Петрович
- Шоцикас, Альгирдас Стасисович

## 1965
- Коньков, Владимир Фролович
- Лавров, Артём Александрович
- Левицкас, Альфредас Винцович
- Ли, Николай Николаевич
- Матулевич-Ильичёв, Юрий Болеславович
- Огуренков, Евгений Иванович
- Островерхов, Виталий Андреевич
- Тимошин, Андрей Васильевич

## 1967
- Щербаков, Сергей Семёнович

## 1969
- Герасимов, Геннадий Николаевич

## 1970
- Гарганджия, Отари Васильевич
- Лавров, Владимир Александрович

## 1972
- Радоняк, Юрий Михайлович
- Сегалович, Лев Маркович
- Чаплыгин, Александр Алексеевич 1945

## 1974
- Гранаткин, Борис Андреевич
- Подшивалов, Юрий Александрович

## 1975
- Завьялов, Михаил Михайлович

## 1978
- Авдиевский, Сергей Макарович
- Болдырев, Станислав Михайлович
- Соколов, Леонид Фёдорович
- Степанов, Михаил Степанович

## 1979
- Киселёв, Алексей Иванович

## 1980
- Бражников, Юрий Михайлович

## 1981
- Аникин, Александр Фёдорович
- Киркоров, Владимир Михитарович
- Цхай, Юрий Андреевич

## 1982
- Ивкин, Николай Иванович

## 1985
- Червоненко, Андрей Кондратьевич

## 1986
- Котов, Александр Михайлович
- Пищев, Виктор Павлович

## 1987
- Дементьев, Алексей Андреевич

## 1988
- Кондратенко, Валерий Георгиевич

## 1989
- Антонян, Армен Левонович 26.10.1945
- Белов, Валерий Иванович
- Гашлома, Михаил Фёдорович
- Гинкель, Владимир Иванович
- Гришин, Альфред Владимирович
- Копцев, Константин Николаевич
- Краснов, Виктор Васильевич
- Курегешев, Владимир Петрович
- Лихтер, Александр Львович 19.10.1961 (кикбоксинг)[11]
- Муртазалиев, Арслан Исмаилович 12.08.1951
- Никоноров, Борис Николаевич
- Никулин, Валерий Николаевич

## 1990
- Смоляков, Валерий Павлович 30.06.1939
- Степанов, Анатолий Григорьевич

## 1991
- Аноприев, Геннадий Фёдорович
- Баранов, Виктор Васильевич 09.10.1956
- Дин, А.
- Казарян, Сурен Мовсесович
- Коваленко, Анатолий Александрович
- Мельников, Александр Иванович
- Тлеубаев, Леонид Рахимжанович 07.06.1950

## неизв
- Агеев, Виктор Петрович
- Атоян С.
- Левин, Леонид Григорьевич
- Меграбян Рафаэль
- Оганесян Р.
- Черня, Владимир Цезаревич
- Ашляев, Казбек Сопыжанович